# Библия для верующих и неверующих
Би́блия для ве́рующих и неве́рующих — книга Е. М. Ярославского, изданная в СССР на русском языке, посвящённая научному исследованию ветхозаветных текстов Библии. В книге марксистское освещение вопросов библейской критики заняло видное место. Книга разошлась среди читателей в сотнях тысяч экземпляров и была в основном посвящена критике самого содержания Библии, но вместе с тем она доводила до читателя и некоторые основные итоги исследований в области истории Библии.

## История создания и цели написания книги
Создание книги было задумано автором ещё до революции. Емельян Ярославский пропагандировал коммунистическое учение среди рабочих и крестьян и очень часто сталкивался с тем, что религиозное мировоззрение, окутывающее сознание, препятствовало правильному восприятию учения коммунизма. Ярославский писал о том, что в дореволюционное время все люди подвергались в школе и дома религиозной обработке, а религиозный дурман был заложен с самого детства в сознание, когда ребёнок был бессилен бороться с теми обманчивыми и подчас дикими понятиями о мире, которые внушали его воспитатели. Ярославский считал, что Библия служит основой для формирования религиозного мировоззрения не только для иудеев и христиан, но и для мусульман. Религия и Библия, по мнению автора, затуманивали сознание рабочего и крестьянина, вели их не к будущему, а к прошлому, к дикому, к изжитому состоянию, запугивали грозной волей всемогущего Иеговы; Библия сковывала волю человека образом Бога.
Автор считал, что религия делает человека неспособным к борьбе за переустройство мира; она учит покорности рабовладельцам, эксплуататорам, религия убивает смелую мысль, пытливый ум, она требует смирения человеческого духа, преклонения его перед волей несуществующего божества; она была и осталась кнутом, уздой, хитросплетённой сетью, которая держала и держит ещё народы мира в глубоком рабстве. Автор стремился убедить верующих в антинаучности и вредности библейских сказок и насадить новое научное понимание мира для его преобразования. Для этой цели и написал свою книгу.

## Содержание
В сочинении рассматриваются только книги Ветхого Завета, состоит сочинение из пяти частей:
- Сотворение мира.
- Книга бытия.
- Вторая книга Моисеева Исход.
- Третья книга Моисеева Левит.
- Книги Иисуса Навина, судей, история о Руфи.

В книге на большом историческом и научно-естественном материале автор показывает, что Библия — творение человеческих рук и человеческой мысли, убедительно доказывает, что библейские мифы и сказания есть не что иное, как отражение примитивных представлений древних народов Востока об окружающем мире, приспособленных позже Церковью в интересах эксплуататорских классов. В популярной форме Ярославский подвергает критике легенды Библии, разоблачает эксплуататорскую сущность религиозной идеологии, освящающей социальное и национальное угнетение, частную собственность, пренебрежительное отношение к женщине. Книга знакомит читателя с научным, материалистическим пониманием явлений природы и общества и служит хорошим средством в преодолении религиозных пережитков. Автор убедительно показывает необоснованность и примитивность библейской картины мира, непримиримость её с наукой и со здравым смыслом. М. М. Шейнман писал о том, что кто-нибудь из читателей может заметить, по сути критика Емельяна Ярославского — верна, правдива, она срывает покров святости из библейских повествований, однако он — резок. На это можно ответить, боевой, местами острый, наступательный тон книги «Библия для верующих и неверующих» объясняется временем и условиями его написания. Это было время пролетарской революции, защищавшейся от многочисленных врагов, от сил старого мира. В своих антисоветских спорах и призывах защитники старого мира ссылались нередко и на «Священное Писание». В этих условиях нужна была критика наступательная, понятная широким слоям населения, критика церковной контрреволюции, церкви и религии.

## Издания
Книга начала печататься в конце 1922 года в виде статей в газете «Безбожник». В 1923—1925 годах книга вышла отдельным изданием (части 1 — в 1923 году, часть 2 и 3 — в 1924, 4 и 5 — в 1925 году) и с тех пор неоднократно переиздавалась.
В предисловии к первой статье о Библии, опубликованной в газете «Безбожник» 31 декабря 1922 года, Ярославский писал: «Меня давно прельщала мысль, рассказать попроще и объяснить попонятнее, что написано в библии… Во время антирелигиозных диспутов ко мне неоднократно обращались рабочие и крестьяне с просьбою разобрать библию, как они говорили, так же просто, как это делается на диспуте. Это — большая и трудная задача, трудно на бумаге передать то, часто так легко, так свободно и ярко передаётся живой речью. Но эта задача очень важная и нужная. Я попытаюсь шаг за шагом разобрать главнейшие, важнейшие места библии … Я постараюсь дать по возможности полный материал, который пояснил бы верующему такие стороны Библии, которые от него ускользают, ибо взор его отуманен, сознание притуплено религией».
- Библия для верующих и неверующих : [в 5 ч.] / Ем. Ярославский. — Москва : Красная новь, 1923—1925. — 22-23 см.

1. Ч. 1: Сотворение мира. Ч. 1. — 1923. — 109, [2] с.
2. Ч. 2: Книга бытия. Ч. 2. — 1924. — 82 с.
3. Ч. 3: Вторая книга Моисеева Исход. Ч. 3. — 1924. — 76 с.; 22 см.
4. Ч. 4: Третья книга Моисеева Левит. Ч. 4. — 1925. — 72 с.; 23 см.
5. Ч. 5: Книги Иисуса Навина, судей, история о Руфи. Ч. 5. — 1925. — 52 с.; 22 см.

- Библия для верующих и неверующих / Ем. Ярославский. — 2-е изд. — Москва : Красная новь, 1923—1925. — 23 см.
- Библия для верующих и неверующих / Ем. Ярославский. — 3-е изд. — Москва ; Ленинград : Красная новь, 1924—1925. — 23 см.
- Библия для верующих и неверующих / Ем. Ярославский. — 4-е изд. — Москва ; Ленинград : Гос. изд-во, 1925. — 2 т.; 20 см.
- Библия для верующих и неверующих / Ем. Ярославский. — 5-е изд. — Москва ; Ленинград : Гос. изд-во, 1925. — 19 см.
- Библия для верующих и неверующих / Ем. Ярославский ; Центр. совет Союза воинств. безбожников СССР. — 6-е изд. — Москва : Гаиз, 1933 («Образцовая» тип.). — Переплет, 420 с. : портр.; 20х14 см.
- Против религии и церкви. В 5 т. / Ярославский Ем. / редактор М. Шейнман — М.: ОГИЗ * ГАИЗ., 1932—1935. — Т. V. Библия для верующих и неверующих — 1933 / С. 367
- Библия для верующих и неверующих / Ем. Ярославский ; Центр. совет Союза воинств. безбожников СССР. — 7-е изд. — Москва : Гаиз, 1934 (тип. «Гудок»). — Обл., 420 с. : портр.; 20х13 см.
- Библия для верующих и неверующих / Ем. Ярославский. — 8-е изд. — Москва : Гаиз, 1936 (17 ф-ка нац. книги треста «Полиграфкнига»). — Переплет, 420 с. : портр.; 20х14 см.
- Библия для верующих и неверующих / Ем. Ярославский. — Москва : ГАИЗ, 1937 (17 ф-ка нац. книги треста «Полиграфкнига»). — Переплет, 407 с., с заставками и концовками; 20х14 см.
- Библия для верующих и неверующих. — 10-е изд. — Москва : Гаиз., 1938 (17 ф-ка нац. книги). — 388 с. : ил.; 20 см.

- Библия для верующих и неверующих. — Москва : Госполитиздат, 1958. — 408 с.; 21 см.
- Библия для верующих и неверующих. — Москва : Госполитиздат, 1959. — 408 с.; 21 см.
- Библия для верующих и неверующих. — Москва : Госполитиздат, 1962. — 408 с.; 21 см.
- Библия для верующих и неверующих / [Предисл. В. Ф. Зыбковец]. — Москва : Политиздат, 1965. — 429 с. : ил.; 21 см.

- Библия для верующих и неверующих. — Ленинград : Лениздат, 1975. — 398 с.; 21 см.
- Библия для верующих и неверующих / Емельян Ярославский; [Общ. ред., вступ. статья и примеч. д-ра ист. наук М. М. Шейнмана]. — Москва : Политиздат, 1977. — 375 с. : ил.; 20 см. — (Библиотека атеистической литературы).

## Переводы
В 1924 году первая часть книги была переведена на немецкий язык и издана в Харькове под названием «Die Bibel für Gläubige und Ungläubige».
В 1933 году книга была переведена и издана в яналифе на татарском языке в Москве под названием «Biblijun qә hәmminәni u lә hәmminәni».
В 1937 году книга была переведена и издана на идише под названием «די ביבל פאר גלױביקע אונ ניטגלויביקע».
В 1958 году книга была переведена и издана на украинском языке в Киеве под названием «Біблія для віруючих і невіруючих», второе издание на украинском было осуществлено в 1976 году.
В 1959 году книга была переведена на молдавский язык и была издана в Кишинёве под названием: «Библия пентру крединчошь ши некрединчошь», в 1985 году в Кишинёве было напечатано третье издание под тем же названием.
В 1960 году книга была переведена и издана на румынском языке в Бухаресте под названием «Biblia pentru credincioşi şi necredincioşi», второе издание было осуществлено в том же городе в 1963 году.
В 1960 году книга была переведена и издана на болгарском языке в Софии под названием «Библия за вярващи и невярващи».
В 1960 году книга была переведена и издана на венгерском языке в Бухаресте и в Ужгороде под названием «Biblia hivőknek és hitetleneknek».
В 1977 году книга была переведена и издана на итальянском языке в Риме издательством Sandro Teti Editore под названием «La Bibbia per i credenti e i non credenti».